# L'Artiga (Sant Martí Sarroca)
L'Artiga és una obra de Sant Martí Sarroca (Alt Penedès) protegida com a Bé Cultural d'Interès Local.

## Descripció
Masia composta de planta baixa, pis i golfes, amb coberta a dues vessants. Façanes amb obertures compostes verticalment (amb llinda o arc de mig punt), amb marcs en relleu i detalls d'ornamentació i reixes interessants, i terrat lateral amb balustrada. Adossada hi ha la masia dels masovers, composta de planta baixa i pis, amb coberta a dues vessants, portal d'entrada d'arc de mig punt adovellat i finestres al primer pis. Al seu interior es conserva un gran arc de punt d'ametlla, de grans carreus de pedra tallada, i un portal d'arc de mig punt, també adovellat.